# Parque nacional de los Montes Grampianos
El Parque Nacional de los Montes Grampianos es un parque nacional en Victoria (Australia), que se encuentra a 235 kilómetros al noroeste de Melbourne. Los Grampianos se destacan por la serie de montes de roca arenisca. Esta cordillera fue nombrada en 1836 por el explorador Thomas Mitchell (tasador de propiedad general de Nueva Gales del Sur), antes eran conocidas por el nombre de Gariwerd, en una de las lenguas aborígenes australianas. Después de un proceso de dos años de consulta, el parque fue renombrado Grampians (Gariwerd) National Park.

## Galería

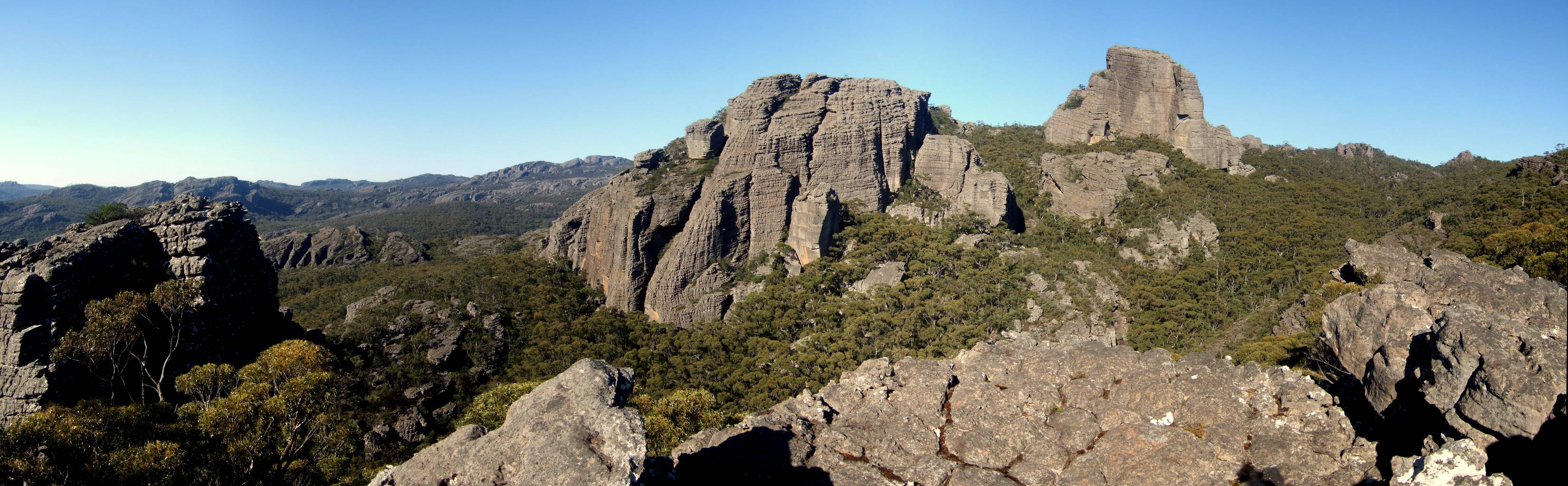
La parte oeste del Parque. A la derecha se encuentra la formación rocosa conocida como La Fortaleza
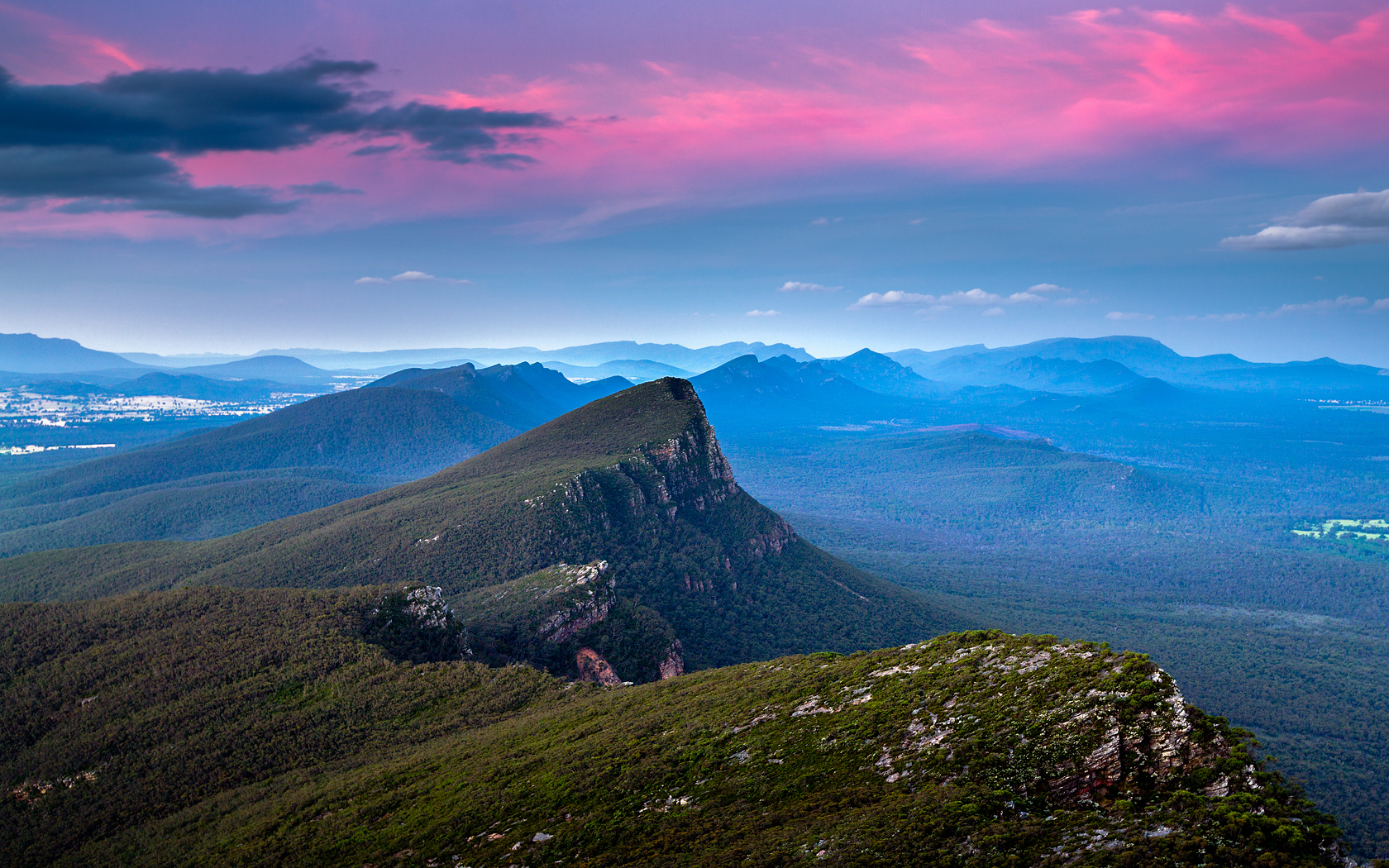
North of Dunkeld
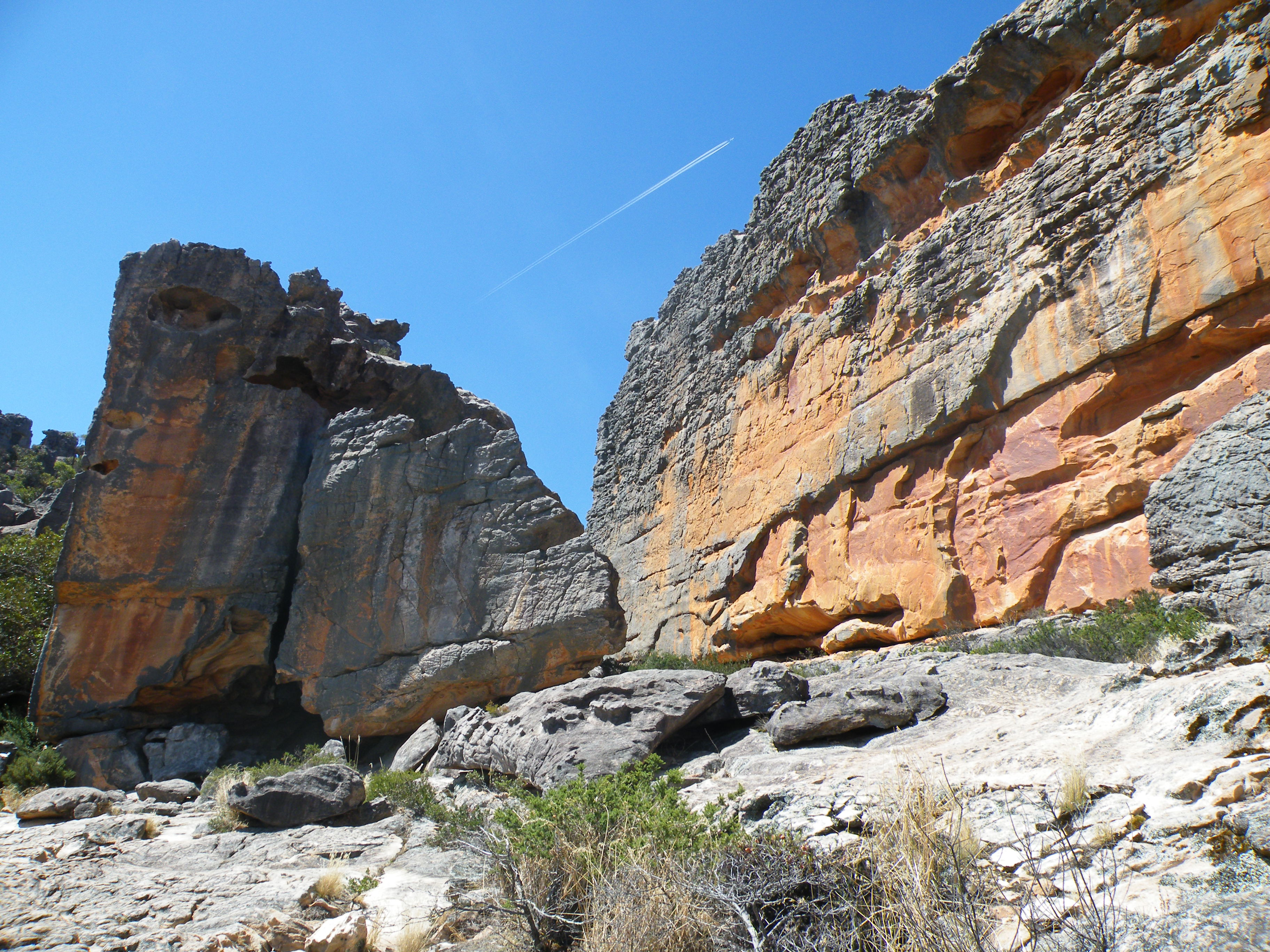